# Любель (Хорватія)
Любель (хорв. Ljubelj) — населений пункт у Хорватії, у Вараждинській жупанії у складі громади Любещиця.

## Населення
Населення за даними перепису 2011 року становило 63 осіб.
Динаміка чисельності населення поселення:

## Клімат
Середня річна температура становить 9,75 °C, середня максимальна – 22,90 °C, а середня мінімальна – -5,33 °C. Середня річна кількість опадів – 907 мм.
| Клімат поселення                              | Клімат поселення | Клімат поселення | Клімат поселення | Клімат поселення | Клімат поселення | Клімат поселення | Клімат поселення | Клімат поселення | Клімат поселення | Клімат поселення | Клімат поселення | Клімат поселення | Клімат поселення |
| Показник                                      | Січ.             | Лют.             | Бер.             | Квіт.            | Трав.            | Черв.            | Лип.             | Серп.            | Вер.             | Жовт.            | Лист.            | Груд.            |                  |
| Середній максимум, °C                         | 5,54             | 6,85             | 10,90            | 14,82            | 19,75            | 22,90            | 22,02            | 21,62            | 17,67            | 13,03            | 7,69             | 3,81             |                  |
| Середня температура, °C                       | 0,10             | 1,41             | 5,47             | 9,38             | 14,34            | 17,48            | 19,20            | 18,80            | 14,84            | 10,20            | 4,87             | 0,98             |                  |
| Середній мінімум, °C                          | −5,33            | −4,01            | 0,03             | 3,94             | 8,90             | 12,04            | 16,37            | 15,97            | 12,02            | 7,37             | 2,04             | −1,85            |                  |
| Норма опадів, мм                              | 46               | 48               | 58               | 71               | 79               | 103              | 90               | 90               | 86               | 84               | 86               | 66               |                  |
| Середньомісячна швидкість вітру, м/с          | 2.23             | 2.42             | 2.74             | 2.69             | 2.53             | 2.22             | 2.16             | 1.99             | 2.06             | 2.20             | 2.33             | 2.31             |                  |
| Середньомісячна сонячна радіація, кДж/м²·день | 4115             | 6876             | 10629            | 14900            | 18991            | 20902            | 21627            | 18793            | 13964            | 8775             | 4643             | 3375             |                  |
| --------------------------------------------- | ---------------- | ---------------- | ---------------- | ---------------- | ---------------- | ---------------- | ---------------- | ---------------- | ---------------- | ---------------- | ---------------- | ---------------- | ---------------- |
| Джерело:                                      |                  |                  |                  |                  |                  |                  |                  |                  |                  |                  |                  |                  |                  |